# Тушимка
Тушимка (пол. Tuszymka) — річка в Польщі, у Кольбушовському, Ропчицько-Сендзішовському й Мелецькому повітах Підкарпатського воєводства. Права притока Вислоки, (басейн Балтійського моря).

## Опис
Довжина річки 34,47 км, найкоротша відстань між витоком і гирлом — 22,15 км, коефіцієнт звивистості річки — 1,56. Формується притоками та безіменними струмками.

## Розташування
Бере початок на південно-західній стороні від села Кольбушова-Ґурна. Спочатку тече на південний схід через Буковець. Далі тече на південний захід через Церпіш, Руду, Зджари. Річка повертає на північний захід, тече через Оцеку, Воля-Оцецьку і у селі Тушима впадає в річку Вислоку, праву притоку Вісли.
Населені пункти вздовж берегової смуги: Чарна-Сендзішовська, Камйонка.

## Цікавий факт
- Біля села Камйонка на річці існує водосховище, в якому товариство рибалок розводить форель і харіус[2].